# 慶應義塾中等部
慶應義塾中等部（けいおうぎじゅくちゅうとうぶ、英: Keio Chutobu Junior High School）は、東京都港区三田に所在する私立中学校。

## 概要
慶應義塾大学三田キャンパスに隣接する。前身は実業学校であった1905年（明治38年）設置の「慶應義塾商工学校」で、1947年（昭和22年）に新制の中等部が開校した。慶應義塾商工学校は、現在の三田キャンパス南校舎付近にあったが、中等部となった翌年（1948年）に移転し、現在は元々普通部があった所に存在する。なお、慶應義塾商工学校があった所には、現在、石碑がある。同じ一貫教育中学校の普通部は男子校だが、同校は湘南藤沢中等部と同じ男女共学校である。また、一貫教育中学校の3校の中で唯一、東京都内にある。
グレーの制服は式典用で、内部では基準服と呼ばれる。普段は中等部らしい気品のある服装を基本とし、襟・袖付きシャツ（ポロシャツ可）とスカート/スラックスを着用（ジーンズ不可）。

## 歴史
慶應義塾の内部において、中等部の前身は「慶應義塾商工学校」であるとする見解がある。この項では商工学校の概略について述べる。
商工学校は1904年に、「慶應義塾実業学校」の名称で設置申請、認可を受けたが、日露戦争により開校が延期され、翌年に「慶應義塾商工学校」の名で第1期生を受け入れた。甲種商業学校の認定を受け、当初は予科2年・本科4年の6年制（通常の実業学校は5年制）を敷いていた。

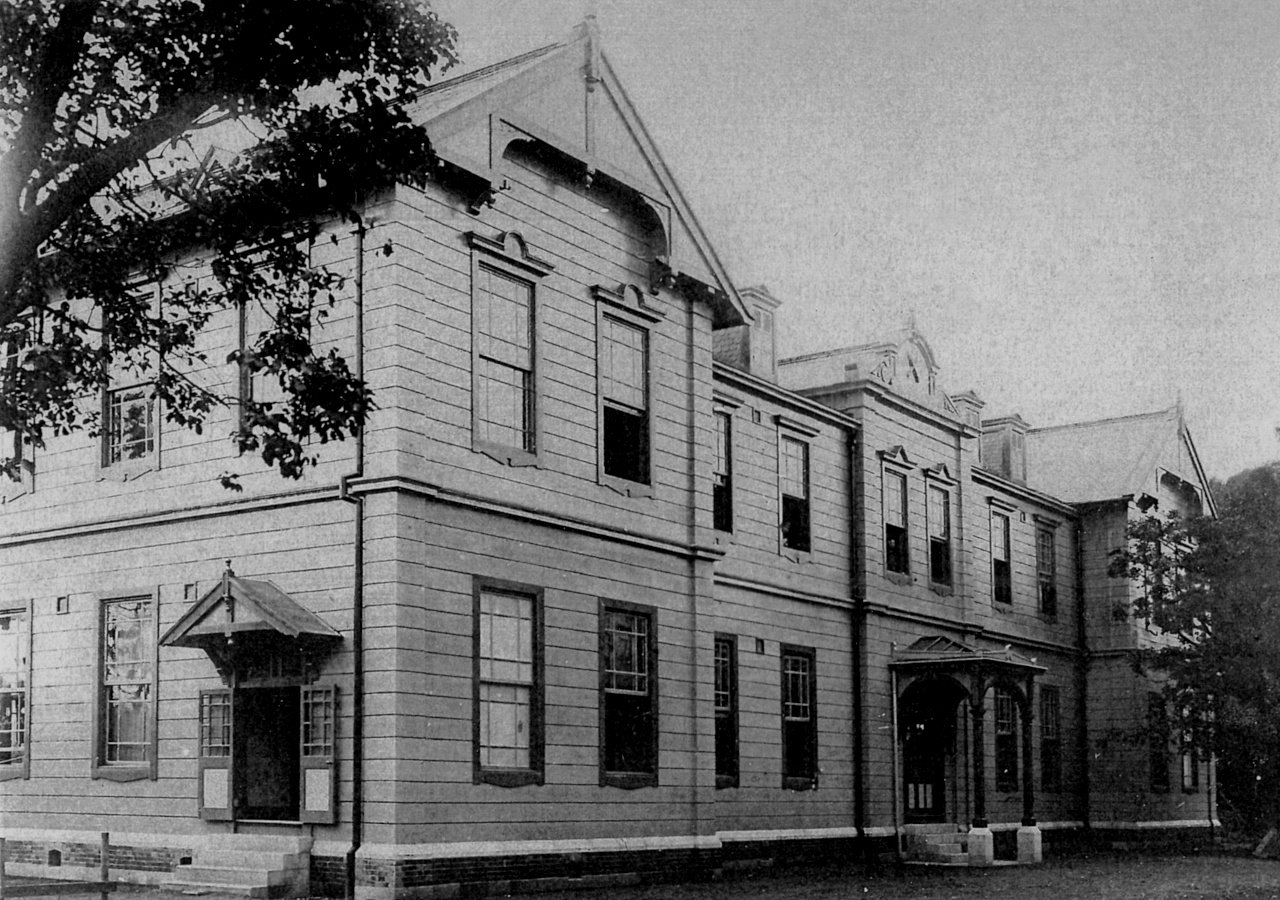
慶應義塾商工学校（1906年頃）

実業学校という性格から、本来は中等教育の段階で職業人を育成するのが目的であったが、1920年、慶應義塾大学が大学令による大学に昇格すると、同予科に進学することも可能となった（後期には大学医学部に進学する者も現れたという）。そのため、同年修業年限を1年縮めて工業科目も大幅に廃止、2年後には予科・本科を一本化するなどの改革が行われた。
1944年、太平洋戦争末期には、募集停止となり、工業学校が置かれた。
商工学校は終戦後の1946年に生徒募集を再開したが、翌年から実施されることとなった新学制で、義務課程での専門教育は行わないことが決まったため、商工学校の下級生は暫定的に作られた新制の商工学校併設中学校の生徒となり、同時に新しく設立された中等部に委託される形で授業を受けた。よって、厳密には商工学校と中等部の間で制度上の連続性はないが、実情に鑑みて中等部は商工学校の後身と見ることが可能である。なお、上級生は新制の「慶應義塾第二高等学校」（後の慶應義塾高等学校）に編入扱いとなった。商工学校は1949年に廃止、教職員は中等部や各高等学校に転属された。

## 慶應義塾中等部の基本理念
- 「自立した個人を育む　自由な教育」- 自ら考え 自ら判断し 自ら行動して その結果に責任を持てる自立した個人を育む

## 校歌
- 中等部の歌 - 1948年制定、作詞：折口信夫、作曲：芥川也寸志[4][5]

## 授業
慶應義塾中等部の授業は45分単位で行われる。月曜日から金曜日までは6時間の授業があり、1時限の授業は午前8時10分に始まり、昼休みの時間（11時50分～12時40分）を挟んで、6時限の授業は午後2時20分に終わる。土曜日の授業は午後12時30分に終わる。
中等部の1学年の生徒数は約252名｡男女比は約2：1で、1クラス生徒数が42名。A~F組の合計6クラスで構成される｡
3年次には、慶應義塾中等部独自の選択授業が用意されている。生徒たちはその中から好きな科目を選んで、学習意欲と自主性を高めることができる。

## 学校施設
本館（谷口吉郎設計）、新館、特別教室棟、ポプラ館、新体育館、F館（future館）、綱町グラウンド。
中等部玄関の両脇に一対のユニコン像が設置されている。

## 綱町グラウンド
中等部校舎から徒歩3分ほどの場所にあり、グラウンドのほかにテニスコート、道場などが設けられている。
かつてこの地は蜂須賀茂韶侯爵の所有地（庭）の一部で、2つの池だった。1903年に慶應義塾に売却されて埋め立てられ綱町グラウンドとなり、同年11月21日に第1回慶早戦が行われた。
2003年に「早慶戦100周年記念碑」が建立され、2022年には日本野球聖地・名所150選に選定された。
現在、慶應義塾中等部の体育の授業に利用されている。

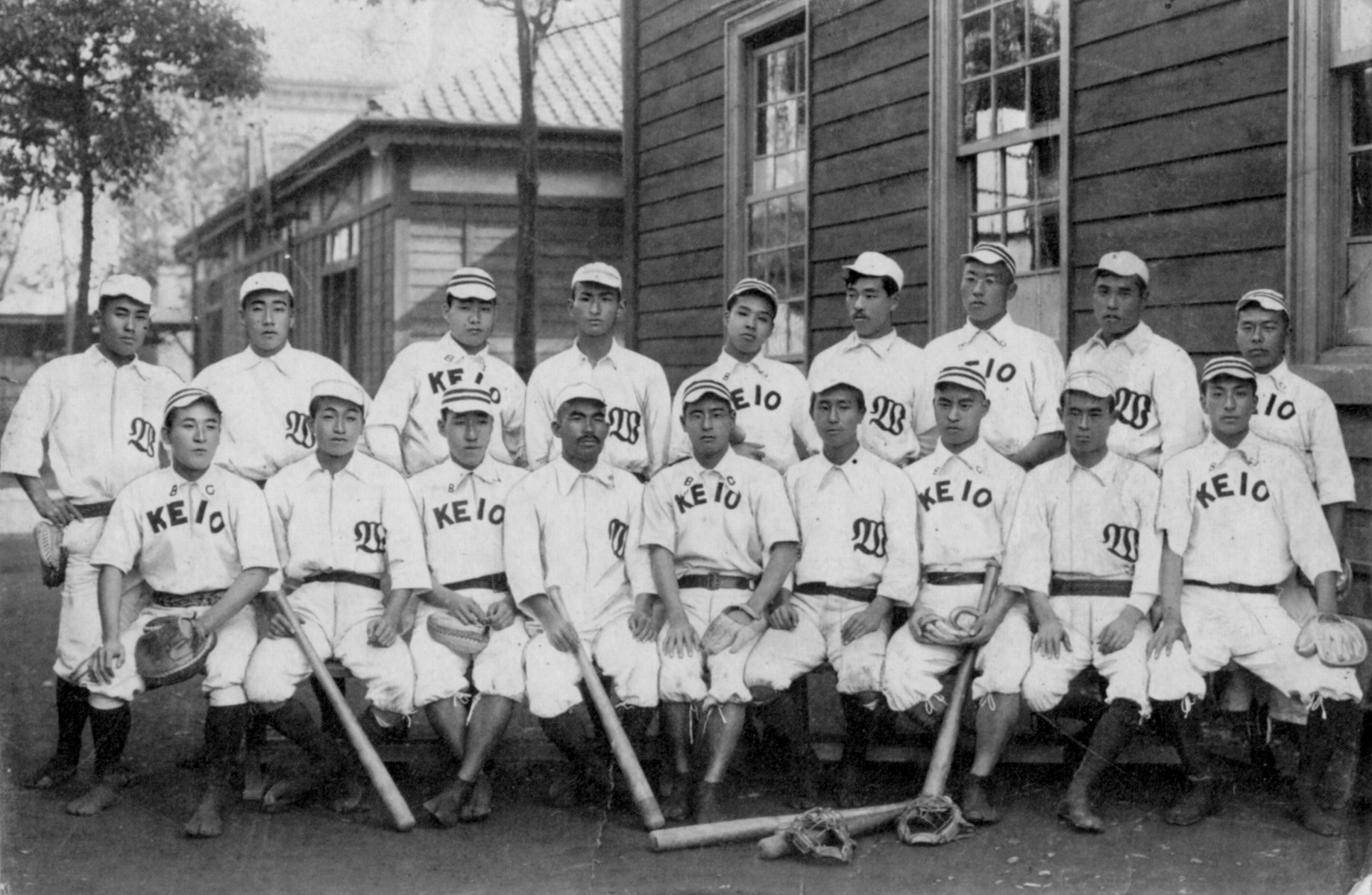
第1回慶早戦の両校選手（1903年11月21日）
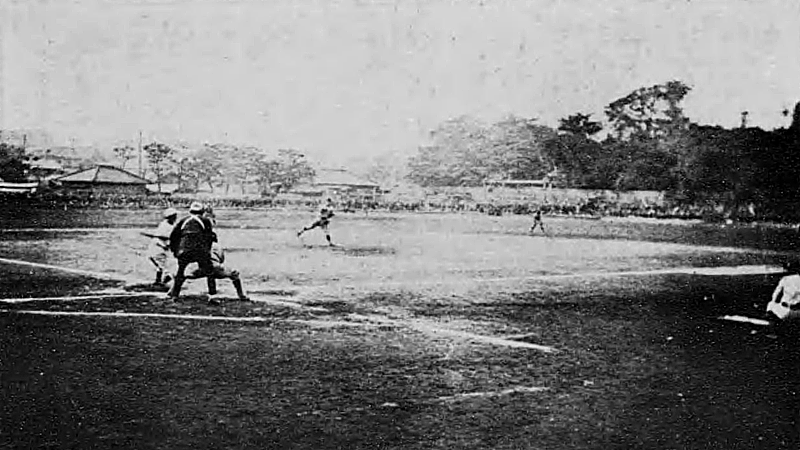
慶應義塾とハワイ・セントルイス軍の野球試合（1916年10月23日）
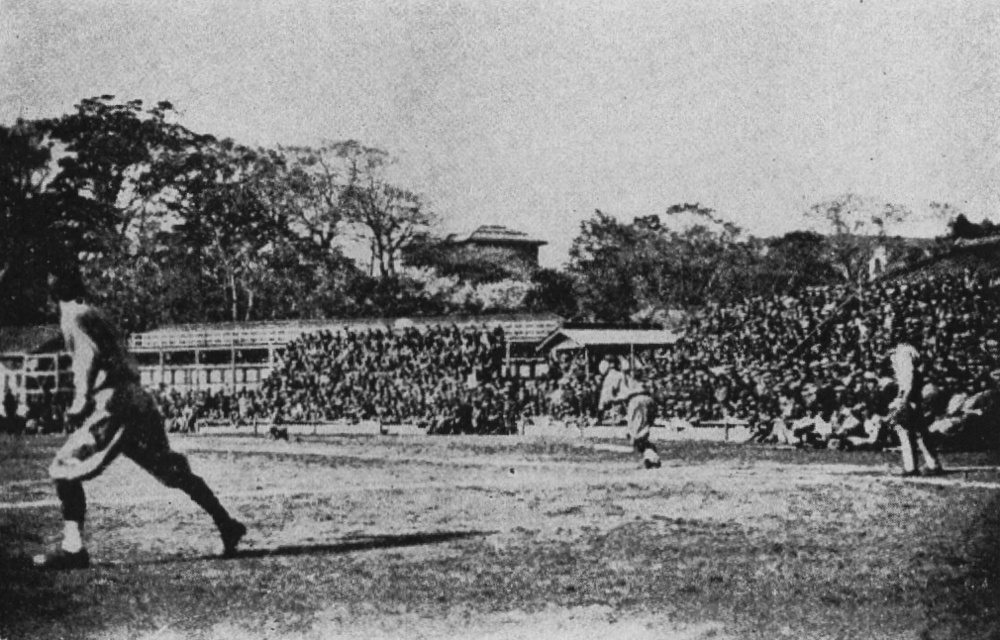
慶明2回戦（1918年春）
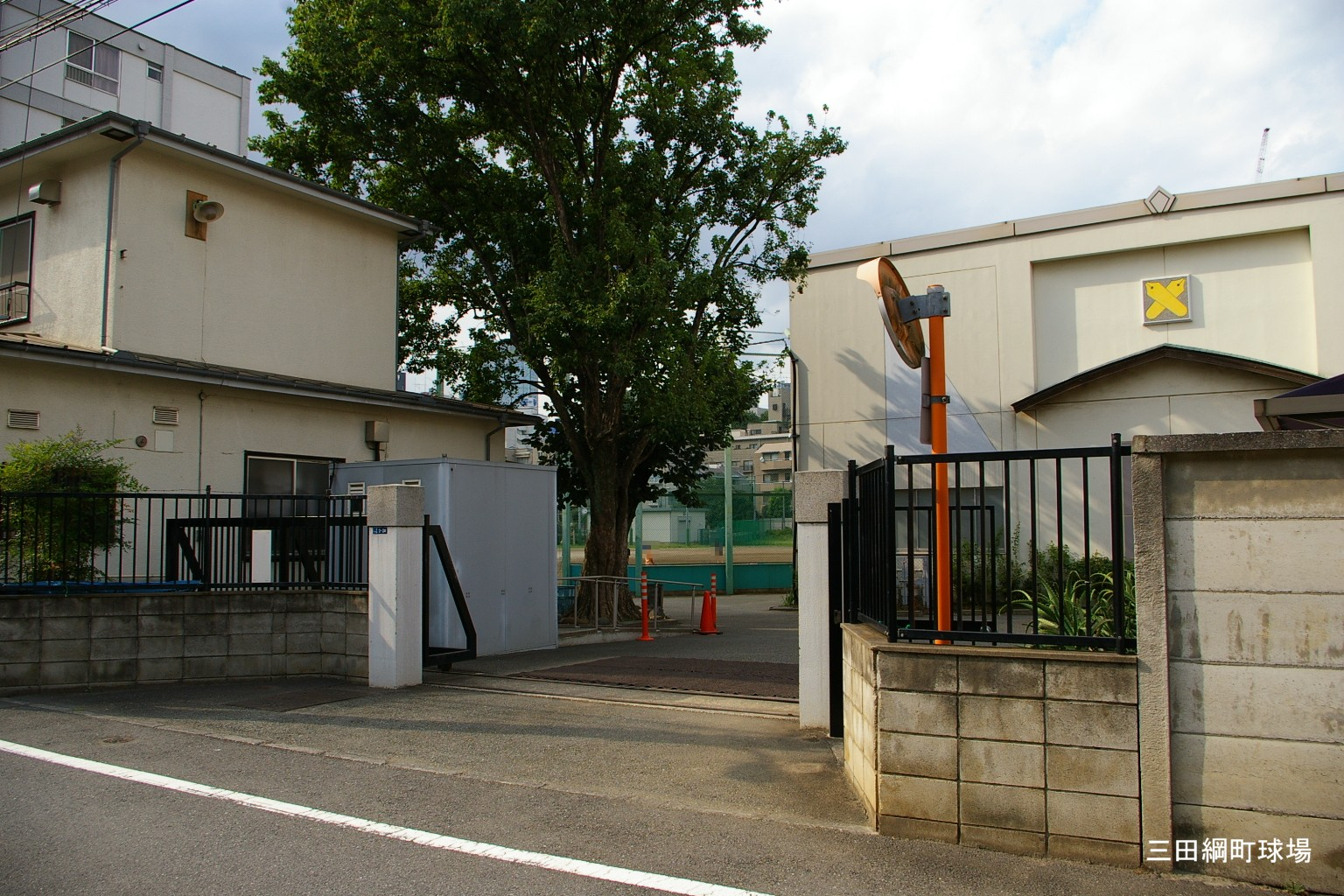
綱町グラウンド（2009年）

## 学校行事
- 4月 - 入学式、新入生歓迎会、BLS講習会
- 5月 - 遠足、慶早会
- 6月 - 校内大会（クラス対抗のスポーツ大会）
- 7月 - 古典芸能鑑賞会、校内大会（水泳大会）、講演会、林間学校
- 8月 - 英国の修学研修旅行、夏のハワイ研修旅行
- 10月 - 運動会
- 11月 - 展覧会、校内大会（サッカー、バレーボール、綱引き大会）
- 12月 - 音楽会、生徒会総会
- 1月 - キャリア講座
- 3月 - 卒業旅行、卒業式、春の英国研修旅行

## 入試
入試は一次試験の国語、算数、社会、理科の4教科、二次試験の体育、面接で判定される。外部募集定員は男子約120名、女子約50名だが、慶應義塾幼稚舎からの内部進学者数により多少変動する。
幼稚舎からの内部進学者は、女子は約50人中45人前後であるのに対し、男子は約100人中10人台～30人台と変動が大きい。以前は普通部に進学するものがほとんどで、中等部への進学者は少なかったが、2021年以降増加している。2011年以降の幼稚舎からの進学者は、以下の通りである。
| 入学年         | 男子 | 女子 |
| -------------- | ---- | ---- |
| 2011年         | 24   | 48   |
| 2012年         | 13   | 45   |
| 2013年         | 24   | 47   |
| 2014年         | 22   | 46   |
| 2015年         | 21   | 46   |
| 2016年         | 25   | 45   |
| 2017年         | 18   | 47   |
| 2018年         | 24   | 41   |
| 2019年         | 14   | 48   |
| 2020年         | 18   | 46   |
| 2021年         | 31   | 43   |
| 2022年         | 39   | 45   |
| 2023年         | 32   | 47   |
| 過去10年の平均 | 24.4 | 45.4 |

合格最低点などは公表していない。受験生の層に対して筆記試験は比較的易しめであり、一次と二次試験を総合して合否が決まるとされる。一次試験で定員の数倍の合格者を出すため、慶應義塾普通部と異なり、2次面接が重視されるといえるが、一次での学力が縁故などと比べどの程度重視されるかは不明である。

## 進路
慶應義塾中等部の卒業生は、慶應義塾の設置・運営する高等学校のうち、SFC以外の希望する学校に進学することができる。
進学可能先
- 男子：塾高・志木高・ニューヨーク学院高等部
- 女子：女子高・ニューヨーク学院高等部

男子は塾高へ、女子は女子高への進学者が比較的多い。
2017年度卒業生では、慶應義塾高等学校（塾高）に137人、慶應義塾女子高等学校（女子高）に92人、慶應義塾志木高等学校（志木高）に15人、慶應義塾湘南藤沢高等部に3人、慶應義塾ニューヨーク学院高等部に3人が進学した。
2018年度の卒業生（251名在籍）では、男子が、塾高に121人、志木高に14人、湘南藤沢高等部に13人、ニューヨーク学院高等部に1人、他校に3人進学し、女子が、女子高に92人、湘南藤沢高等部に3人、ニューヨーク学院高等部に1人進学した。
横浜初等部卒業生の高校進学に伴い、2021年度入学生より中等部から湘南藤沢高等部への進学はできなくなった。

## 著名な卒業生
- 五所平之助（映画監督）旧制慶應商工卒
- 小林節雄（撮影監督）旧制慶應商工卒
- 加藤秀次郎（文学者）旧制慶應商工卒
- 三井弘次（俳優）旧制慶應商工卒
- 加藤嘉（俳優）旧制慶應商工卒
- 三田政吉（料亭「濱田家」二代目、明治座元代表取締役会長）旧制慶應商工卒
- 五代目 豊島半七（豊島株式会社社長）旧制慶應商工卒
- 山口昇（愛知トヨタ自動車創業者）旧制慶應商工卒
- 佐藤喜久雄（元プロ野球選手）旧制慶應商工卒
- 横沢七郎（元プロ野球選手）旧制慶應商工卒
- 白木義一郎（元プロ野球選手）旧制慶應商工卒
- 牧野直隆（元プロ野球選手）旧制慶應商工卒
- 久保木修己（統一教会日本初代会長）旧制慶應商工卒
- 塚本太郎（大日本帝国海軍軍人）旧制慶應商工卒
- 北村英治（ジャズクラリネット奏者）旧制慶應商工卒
- 鈴木治彦（元TBSアナウンサー）
- 砂田実（テレビプロデューサー）
- 福澤幸雄（カーレーサー、福澤諭吉の曾孫）幼稚舎卒
- 三保敬太郎（作曲家、編曲家、ジャズピアニスト、レーシングドライバー、俳優、映画監督）幼稚舎卒
- 川添象郎（音楽プロデューサー）幼稚舎卒
- 鈴木邦彦（作曲家）
- 加藤奐（京成電鉄第9代社長）
- 北川正人（元千代田化工建設社長）
- 藤井次郎（元マルエツ社長、元ダイエー顧問）
- 北城恪太郎（日本アイ・ビー・エム会長、経済同友会代表幹事）
- 岡野光喜（元スルガ銀行代表取締役会長兼CEO）
- 青木廣彰（米国BENIHANA創業者、冒険家）
- 三宅占二（元キリンビール社長）
- 小嶋光信（両備グループ代表）
- 木村育生（実業家）
- 永瀬正彦（実業家）
- 小島剛（実業家）
- 石坂敬一（実業家、音楽ディレクター）
- 橋本百蔵（月光荘創業者）
- 星野佳路（星野リゾート代表取締役社長）
- 星野朝子（日産自動車執行役副社長）
- 近藤正純ロバート（実業家）
- 大西利佳子（実業家）
- 松沢成文（元神奈川県知事、参議院議員）
- 河野太郎（衆議院議員）
- 亀井善太郎（元衆議院議員）
- 山岡達丸（衆議院議員）
- 若宮健嗣（衆議院議員）
- 野中厚（衆議院議員）
- 作田明（精神科医）
- 近藤誠（医師）
- 野田実香（医学者）
- 岡部喜代子（民法学者、元最高裁判所判事、元慶應義塾大学大学院法務研究科教授）
- 坂村健（コンピュータ科学者、コンピュータ・アーキテクト、東京大学名誉教授、TRONプロジェクトリーダー）
- 秩父重英（工学者、東北大学多元物質科学研究所教授）
- 鈴木正崇（文化人類学者・民俗学者、慶應義塾大学名誉教授）
- 斎藤慶典（哲学者、慶應義塾大学名誉教授）
- 飯田裕康（経済学者、慶應義塾大学名誉教授）
- 佐藤和（経営学者、慶應義塾大学商学部教授）
- 八代充史（経営学者、慶應義塾大学商学部教授）
- 池尾恭一（経営学者、慶應義塾大学名誉教授）
- 冲永佳史（帝京大学学長・理事長）
- 永竹由幸（オペラ研究家、評論家、元昭和音楽大学音楽学部教授）
- 後藤雅洋（ジャズ評論家）
- 松本隆（作詞家、ミュージシャン）
- 中村紘子（ピアニスト）幼稚舎卒
- 千住真理子（ヴァイオリニスト）幼稚舎卒
- 藤岡幸夫（指揮者）
- 神谷百子（マリンバ奏者）幼稚舎卒
- 神保彰（ドラマー）
- 鳥山雄司（ギタリスト）
- YUKA（moumoon、歌手）幼稚舎卒
- 大橋莉子（作詞家・作曲家・編曲家）幼稚舎卒
- 市川猿翁 (2代目)（歌舞伎俳優）
- 市川右團次 (3代目)（歌舞伎俳優）
- 中村壱太郎（歌舞伎俳優）幼稚舎卒
- 川久保玲（コム・デ・ギャルソンデザイナー）幼稚舎卒
- TAROかまやつ（シンガーソングライター、元フジテレビ社員）幼稚舎卒
- 根本美緒（フリーアナウンサー、気象予報士）幼稚舎卒
- 外山惠理（TBSアナウンサー）幼稚舎卒
- 河野明子（元テレビ朝日アナウンサー）幼稚舎卒
- 末武里佳子（テレビ東京アナウンサー）
- 弘中綾香（テレビ朝日アナウンサー）
- 星麻琴（NHKアナウンサー）
- 上原光紀（NHKアナウンサー）
- 近藤夏子（TBSアナウンサー）幼稚舎卒
- 岡安譲（関西テレビ放送アナウンサー）
- 澤田泰佑（福岡放送アナウンサー）
- 松田和佳（静岡朝日テレビアナウンサー）幼稚舎卒
- 松岡修造（タレント、スポーツ解説者、元プロテニス選手）幼稚舎卒
- 林郁夫（オウム真理教元幹部）
- 池上真麻（ライフスタイルコーディネーター・フラワーデザイナー）幼稚舎卒
- 池上紗織（料理研究家）幼稚舎卒
- 高木ゑみ（料理研究家）幼稚舎卒
- 泉麻人（コラムニスト）
- 松田孝裕（投資家）
- 米川伸生（回転寿司評論家）
- 小佐野彈（歌人・小説家・実業家）幼稚舎卒
- 菅原正豊（テレビプロデューサー、テレビディレクター、実業家）
- 山田健人（映像作家、演出家、VJ、音楽家）
- 山本一郎（ブロガー、著作家、実業家）
- 田中雄一郎（公認会計士、税理士、実業家）
- 内田伸哉（プロデューサー、クリエイティブディレクター、マジシャン）
- T-SK（音楽プロデューサー、作曲家）
- 近谷直之（作曲家・作詞家）
- 白鳥翔（競技麻雀のプロ雀士）
- 醍醐大（競技麻雀のプロ雀士）
- 勝間和代（著作家、評論家、プロ雀士）
- 朝吹真理子（小説家）幼稚舎卒
- 片岡周子（小説家）幼稚舎卒
- 梅田みか（脚本家・エッセイスト）幼稚舎卒
- 開高道子（エッセイスト）
- 保坂健二朗（キュレーター）
- 松岡瑠夢（プロサッカー選手）幼稚舎卒
- 近藤琢哉（英語版）（元フィギュアスケート選手）幼稚舎卒
- 猪口拓（元ラグビー選手）
- 大山祥平（ラグビー選手）
- 山本凱（ラグビー選手）
- 高田茉莉亜（馬術選手）幼稚舎卒
- 白子未祐（7人制ラグビー女子日本代表）幼稚舎卒
- 二谷友里恵（女優）幼稚舎卒
- 菊池麻衣子（女優）
- 柴本幸（女優）幼稚舎卒
- 永夏子（女優）幼稚舎卒
- 園原ゆかり（モデル）幼稚舎卒
- 陵あきの（元宝塚歌劇団宙組）幼稚舎卒
- 梓真悠子（タレント）幼稚舎卒
- 池端えみ（女優）幼稚舎卒
- 森泉（タレント）幼稚舎卒
- 森星（モデル）幼稚舎卒
- 平沼成基（俳優）
- 夢屋まさる（元お笑いタレント、テレビ朝日社員）
- 上田航平（お笑いコンビ・ゾフィーのボケ）
- 那須雄登（ジャニーズJr.の6人組ユニット・美 少年のメンバー）
- 山木梨沙（元歌手、元アイドル）
- 村中暖奈（女優）幼稚舎卒
- 松野未佳（2016年度ミス日本グランプリ受賞）幼稚舎卒
- 椎木里佳（実業家）幼稚舎卒
- 芦田愛菜（タレント、女優）